# Janez Pavel Qualiza
Janez Pavel Qualiza (tudi Janez Pavel Hvalica), slovenski zdravnik, * 2. avgust 1651, Ljubljana, † 16. januar 1715, Ljubljana.

## Življenje in delo
Janez Pavel Qualiza, ugleden zdravnik, krščen 2. avgusta 1651 v stolni župniji v Ljubljani, je študiral medicino v Padovi. Leta 1675 mu je Francesco Scotto posvetil z zemljevidi in podobami mest in znamenitih stavb ilustrirano knjigo: Itinerario o vero nova descrittione de'viaggi principali d'Italia (Padova, 1675), kjer ga v posvetilu imenuje »cosigliere … dell'inclita natione Alemanna e vice-sindaco … dell'alma Università de signori filosofi, medici e theologi nel celeberrimo et antichissimo studio di Padova«. Dne 23. februarja 1677 je Qualiza dobil od deželnih stanov »licentiam practicandi«; kot deželni »protomedicus« (prvi zdravnik) je 12. septembra 1689 pristopil med prvimi 26 člani k »družbi zedinjenih« (Dizmova bratovščina; Societas unitorum) pod varstvom sv. Dizme z geslom: Vigilantia victrix in nazivom: Der Mundtere. Po J. G.Dolničarju, v bibliografiji Ectypon ali Bibliotheca Labacensis publica (Ljubljana, 1715) je napisal deli: Tractatus physico-medicus de febribus in Animadversiones anatomicae. Verjetno je, da je imel kot »protomedicus« odločilen delež tudi pri sestavljanju kranjskega lekarnarskega reda leta 1710 (Deß Löblichen Hörtzogthumbs Crain neu auffgerichte Apothecker Ordnung).